# Calgary Tigers

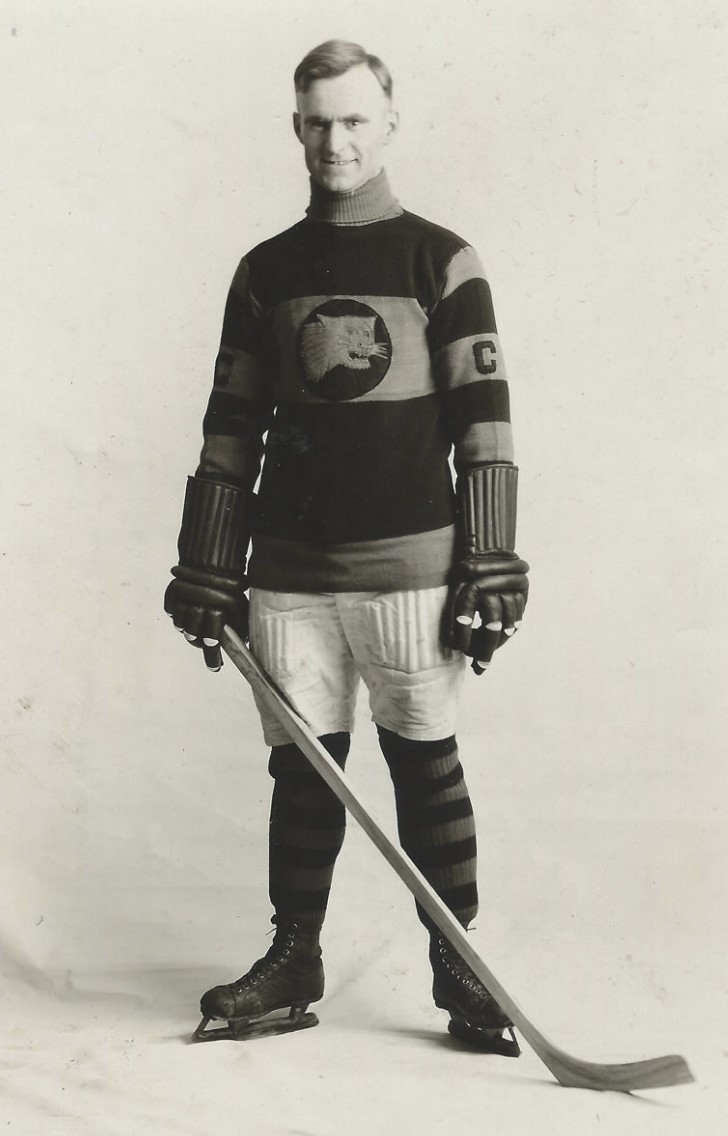
Barney Stanley med Calgary Tigers.

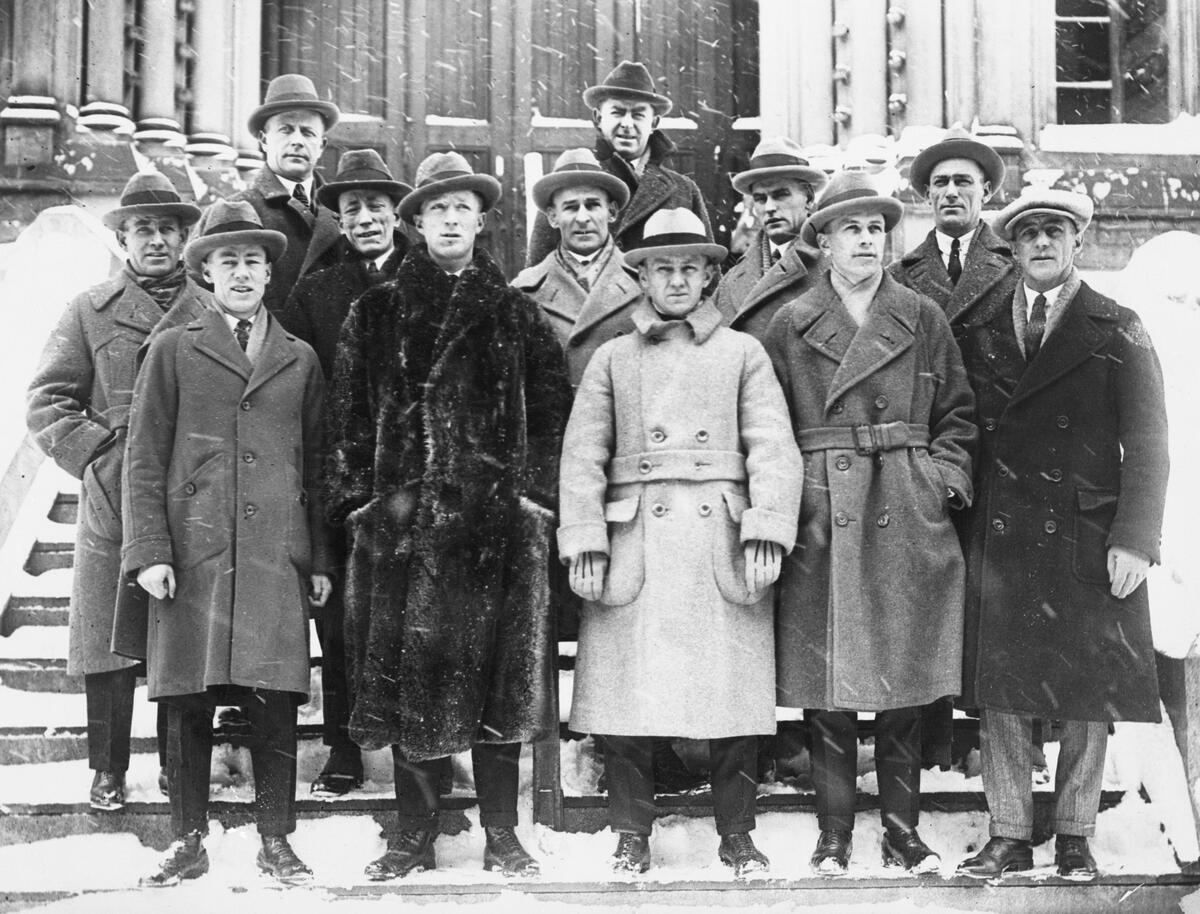
Calgary Tigers spelare i Montreal inför Stanley Cup-finalen 1924 mot Montreal Canadiens. Bakre raden: Lloyd Turner och Rosie Helmer. Mittenraden: Bobby Benson, Bernie Morris, Rusty Crawford, Charlie Reid och Herb Gardiner. Främre raden: Ernie Anderson, Red Dutton, Cully Wilson, Harry Oliver och Eddie Oatman.

Calgary Tigers var ett professionellt ishockeylag i Calgary, Alberta, som var verksamt i olika provinsiella och interprovinsiella ligor i Kanada åren 1920–1927 samt 1932–1936.

## Historia
Calgary Tigers inledde med att spela i Big-4 League säsongen 1920–21. Från 1921 till 1926 var Tigers en del av Western Canada Hockey League och dess uppföljarliga Western Hockey League. Säsongen 1923–24 vann Tigers WCHL:s mästerskapstitel och fick sedan spela om Stanley Cup mot Montreal Canadiens. Över två matcher fick man dock endast in en puck bakom Canadiens målvakt Georges Vezina och förlorade finalserien med siffrorna 1-6 och 0-3.
Efter en säsong i Prairie Hockey League 1926–27 lade Tigers ner sin verksamhet. Laget återkom dock i WCHL och uppföljarligan North West Hockey League åren 1932–1936.
Fem spelare som representerade Calgary Tigers valdes senare in i Hockey Hall of Fame; Red Dutton och Herb Gardiner valdes in 1958, Barney Stanley och Rusty Crawford 1962 och Harry Oliver 1967.
Calgary Flames spelade 2011 års utomhusmatch Heritage Classic i NHL mot Montreal Canadiens i en dress med samma randiga mönster som Calgary Tigers gamla tröjor och byxor.

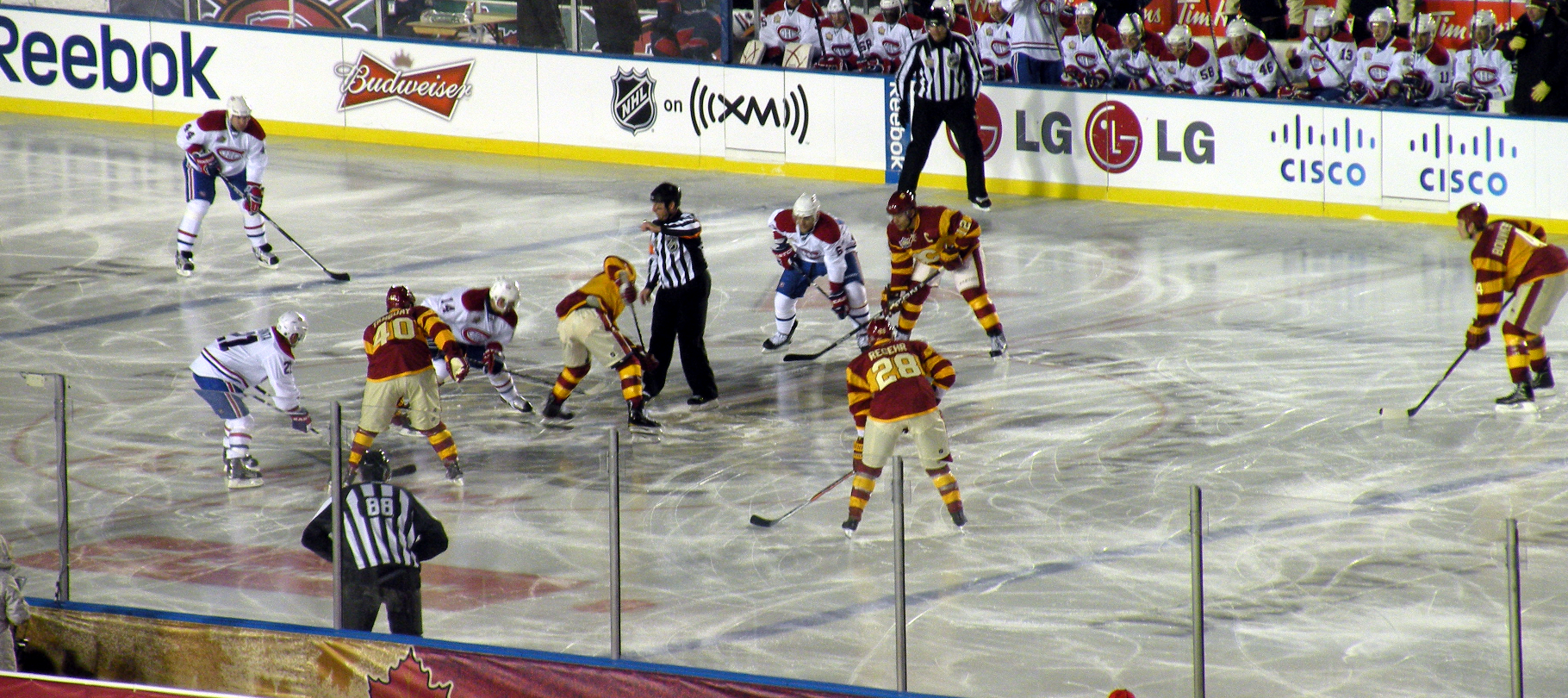
2011 års Heritage Classic mellan Calgary Flames och Montreal Canadiens.

### Säsong för säsong
M = Matcher, V = Vinster, F = Förluster, O = Oavgjorda, P = Poäng, GM = Gjorda mål, IM = Insläppta mål
| Säsong  | Liga         | M  | V  | F  | O | P  | GM  | IM  | Resultat | Slutspel                                        |
| 1920–21 | Big-4 League | 15 | 10 | 4  | 1 | 21 | 61  | 45  | 1:a      | –                                               |
| 1921–22 | WCHL         | 24 | 14 | 10 | 0 | 28 | 75  | 62  | 2:a      | Förlorade semifinalen                           |
| 1922–23 | WCHL         | 30 | 12 | 18 | 0 | 24 | 91  | 106 | 3:a      | –                                               |
| 1923–24 | WCHL         | 30 | 18 | 11 | 1 | 37 | 83  | 72  | 1:a      | Vann mästerskapet Förlorade Stanley Cup-finalen |
| 1924–25 | WCHL         | 28 | 17 | 11 | 0 | 34 | 95  | 79  | 1:a      | Förlorade finalen                               |
| 1925–26 | WHL          | 30 | 10 | 17 | 3 | 23 | 71  | 80  | 5:a      | –                                               |
| 1926–27 | PrHL         | 32 | 22 | 9  | 1 | 45 | 119 | 68  | 1:a      | Vann mästerskapet                               |
| 1932–33 | WCHL         | 30 | 16 | 10 | 4 | 36 | 70  | 61  | 1:a      | Förlorade finalen                               |
| 1933–34 | NWHL         | 34 | 17 | 11 | 6 | 40 | 117 | 76  | 1:a      | Vann mästerskapet                               |
| 1934–35 | NWHL         | 26 | 3  | 15 | 8 | 14 | 60  | 104 | 5:a      | –                                               |
| 1935–36 | NWHL         | 40 | 15 | 21 | 4 | 34 | 107 | 141 | 5:a      | –                                               |